# Francis Asbury

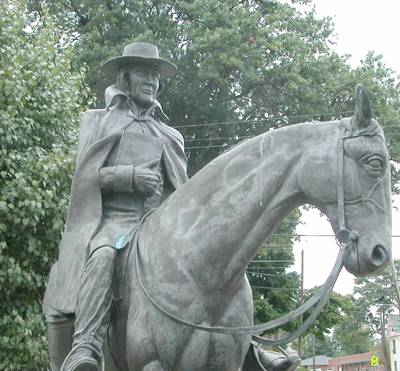
Francis Asbury, Statue in Wilmore, Kentucky

Francis Asbury (* 20. oder 21. August 1745 in Hamstead Bridge bei Birmingham, Staffordshire, England; † 31. März 1816 in Spotsylvania County, Virginia, USA) war einer der ersten beiden Bischöfe der Bischöflichen Methodistenkirche in den Vereinigten Staaten von Amerika. Als methodistischer Geistlicher diente er insgesamt 50 Jahre, davon 45 Jahre in Nordamerika, wo er ungefähr 300000 Meilen auf dem Pferderücken zurücklegte und etwa 16500 Predigten hielt. Er war bekannt als American saint (deutsch: amerikanischer Heiliger) und Bishop Asbury, United States of America (Bischof Asbury, Vereinigte Staaten von Amerika) und gilt als Vater des amerikanischen Methodismus.

## Leben und Wirken
Francis Asbury wurde in einfachen Verhältnissen geboren, mit sieben Jahren lernte er lesen und mit zwölf Jahren verließ er die Schule. 1761, mit 16 Jahren, bekehrte er sich zu Gott und wurde Methodist, zwei Jahre später wurde er ein lokaler Prediger. Von 1766 an war er reisender Prediger in Bedfordshire, Colchester und Wiltshire in England. An der Konferenz der englischen Methodisten in Bristol 1771 suchte John Wesley Prediger, um in die britischen Kolonien in Nordamerika zu gehen. Er war einer von sechs jungen Männer, die sich meldeten, und er reiste im August ab und kam im November in Philadelphia an.
Dort war er ein reisender Prediger, ein sogenannter Bezirksreiter, in New York, Philadelphia und Delaware. Nach dem Unabhängigkeitskrieg war er der einzige aus England stammende Methodistenprediger, der noch in den Vereinigten Staaten aktiv war. 1778 wurde er Bürger von Delaware, und er dehnte seine Reisen bis über die Appalachen aus, die er insgesamt etwa sechzig mal überquerte. Er war auch ein Pionier der Sonntagsschulbewegung, eine erste Sonntagsschule gründete er in Hanover County in Virginia.
1784 bat der Gründer John Wesley Thomas Coke und ihn, die methodistische Kirche in Nordamerika zu etablieren. Er war im gleichen Jahr eine der zentralen Figuren der sogenannten Christmas Conference (deutsch: Weihnachtskonferenz) in Baltimore, die als Gründungsversammlung der Bischöflichen Methodistenkirche gilt. Wesley ließ ihn 1784 durch Thomas Coke zum Diakon und Ältesten ordinieren, aber zum Superintendenten ließ er sich von den amerikanischen Predigern wählen. 1785 wurden Coke und Asbury Bischöfe genannt. Während der nächsten dreißig Jahre leitete Asbury unermüdlich die schnell wachsende Bischöfliche Methodistenkirche, wobei er praktisch ständig unterwegs war. Er hatte keinen eigentlichen, schon gar nicht repräsentativen Wohnsitz, kein Büro und keine Mitarbeiter. Er besaß nur einige Bücher und hatte ein paar Pferde zur Verfügung.
Fünf Kilometer südlich von Wilmore im Bundesstaat Kentucky gründete Asbury 1790 die Bethel Academy, eine methodistische Ausbildungsstätte. Es war die erste Schule, die westlich der Allegheny Mountains eröffnet wurde. 1891 wurde sie von Kentucky Holiness College in Asbury College umbenannt. 1923 wurde das Asbury Theological Seminary gegründet. Am 24. Mai 1983 wurde The Francis Asbury Society durch Dennis F. Kinlaw und Harold Burgess ins Leben gerufen wurde, die sich der Verbreitung evangelistischer Literatur verschrieben hatte.
Am 24. März 1816 hielt er seine letzte Predigt in Richmond. Eine Woche später starb er mit gut siebzig Jahren auf der Farm von George Arnold, wo er zuerst auch begraben wurde. Am 10. Mai wurde er, begleitet von 20000 bis 30000 Trauergästen auf dem Friedhof Mount Olivet Cemetery in Baltimore beigesetzt.
Asbury erlebte in Nordamerika ein großes Wachstum der Methodisten. Bei seiner Ankunft 1771 gab es drei Versammlungsräume mit 300 bis 550 englischen und irischen Methodisten in New York, Philadelphia und Maryland; 1784 bei der Kirchengründung etwa 1200 Mitglieder und bei seinem Tod 1816 waren es 214.000 bis 250.000 Personen, die von 700 ordinierten Predigern betreut und geleitet wurden. Wichtige Gründe für das rasante Wachstum waren der unermüdliche Einsatz der anspruchslosen Bezirksreiter vor Ort, die verbindlichen und lehrreichen Class meetings (deutsch: Gruppentreffen) und später die großen jährlichen Camp meetings (Feldversammlungen), wo sich Tausende Personen neu zum christlichen Glauben bekannt, so beispielsweise am zehntägigen Treffen 1807 im Osten Marylands, wo sich 2500 bis 3000 Menschen bekehrt hatten.

## Ehrungen
Ende Februar des Jahres 1919 beschloss der Kongress der Vereinigten Staaten durch die Francis Asbury Memorial Association angeregt und finanziert, ein Denkmal für Asbury aufzustellen. Am 15. Oktober 1924 wurde es im Rock Creek Park, im Mount Pleasant Historic District in Washington, D.C. durch den US-Präsidenten Calvin Coolidge eingeweiht. Dabei würdigte er Asbury als einen Menschen, der durch seinen unermüdlichen Einsatz Segen in Form von Freiheit und Wohlstand in Amerika bewirkt habe, was keine Regierung tun könne. Er forderte die Zuhörer auf, dieses verantwortungsvolle religiöse Verhalten nachzuahmen und weiterzuführen.
Die bronzene Statue, die Asbury unterwegs als Reiter auf einem Pferd darstellt, wurde vom Bildhauer Henry Augustus Lukeman entworfen, der Sockel von Evarts Tracy. Sie wurde am 22. Februar 2007 ins Historische Inventar von Washington, D.C. aufgenommen und am 11. Oktober 2007 ins Nationale Register der USA eingetragen. Folgende Inschriften sind im Sockel eingraphiert:
Frontseite: FRANCIS ASBURY, 1745-1816, PIONEER, METHODIST BISHOP IN AMERICA (deutsch: Francis Asbury, 1745-1816, Pionier, methodistischer Bischof in Amerika).
Rückseite: THE PROPHET OF THE LONG ROAD (Der Prophet, der einen langen Weg ging).
Ostseite: HIS CONTINUOUS JOURNEYING THROUGH CITIES, VILLAGES AND SETTLEMENTS FROM 1771 TO 1816, GREATLY PROMOTED PATRIOTISM, EDUCATION, MORALITY AND RELIGION IN THE AMERICAN REPUBLIC - Act of Congress (Sein unaufhörliches Reisen durch Städte, Dörfer und Siedlungen von 1771 bis 1816 förderte Patriotismus, Erziehung, ethisch-moralisches Verhalten und Religion in der amerikanischen Republik - Akt des Kongresses).
Westseite: IF YOU SEEK FOR THE RESULTS OF HIS LABOR YOU WILL FIND THEM IN OUR CHRISTIAN CIVILAZATION (Wenn Sie nach Ergebnissen seiner Arbeit suchen, dann werden Sie sie in unserer christlichen Zivilisation finden).
Eine weitere Statue von Asbury wurde 1995 in Wilmore an der Ecke North Lexington Avenue und College Street im Asbury Park aufgestellt und durch den dortigen Präsidenten David McKenna eingeweiht. Die Statue, die ihn als Reiter zeigt, ist so aufgestellt, dass das Gesicht von Asbury gegen Norden blickt, nämlich weg vom Asbury Seminary und der Asbury University und damit symbolisch in die Welt hinaus weist.

## Schriften (Auswahl)
- An Extract from the Journal of Francis Asbury, Band 1.
- The Journal and Letters of Francis Asbury, 3 Bände, 1958; herausgegeben von Elmer T. Clark, LLC, 2011, ISBN 978-1-258-04450-3.
- Journal of Rev. Francis Asbury: Bishop of the Methodist Episcopal Church, Band 1, 2016, ISBN 978-1-354-54816-5.
- The Journal of the Rev. Francis Asbury, Bishop of the Methodist Episcopal Church: From August 7, 1771, to December 7, 1815, Band 2, Legare Street Press, 2001, 2018, 2022, ISBN 978-1-01-765723-4; 2023, ISBN 978-1-02-152957-2.
- Journal of Francis Asbury, Legare Street Press, 2022, ISBN 978-1-01-650001-2.
- The Causes, Evils, and Cures, of Heart and Church Divisions: Extracted from the Works of Burroughs and Baxter, Schmul, 2023, ISBN 978-0-88019-650-5.